# 3 інтернаціонал
3 інтернаціонал (каз. Үшінші интернационал) — село у складі Кармакшинського району Кизилординської області Казахстану. Адміністративний центр та єдиний населений пункт 3 інтернаціонального сільського округу.
У радянські часи село називалось 3-й Інтернаціонал.
Населення — 2443 особи (2021; 2561 у 2009, 2374 у 1999, 2144 у 1989).